# Carved in Stone (Vince-Neil-Album)
Carved in Stone ist das zweite Studioalbum des US-amerikanischen Sängers Vince Neil.

## Hintergrund
Vince Neil hatte 1993 mit seiner neuen Band, die er nach seiner Trennung von Mötley Crüe gegründet hatte, und der Steve Stevens, Dave Marshall (Gitarre), Robbie Crane (Bass) und Vik Foxx (Schlagzeug) angehörten, das Album Exposed veröffentlicht, das auf Platz 13 der Billboard 200 einstieg und sich 13 Wochen in den US-Charts hielt. In Deutschland reichte es nur für Platz 96.
Zwei Jahre später hatten sich die Umstände verändert: Neil hatte einen schweren Schicksalsschlag erlitten, als am 15. August 1995 seine Tochter Skylar am sogenannten Wilms-Tumor, eine bei Kindern auftretenden Krebserkrankung der Nieren, starb.
Hatte Exposed noch „locker-flockiges Songmaterial,“ enthalten, das „das Album zu einem äußerst partykompatiblen Output“ gemacht hatte, so änderte sich das mit Carved in Stone vollkommen. Steve Stevens hatte die Band verlassen und war durch Brent Woods ersetzt worden, Vince Neil hatte das Album zusammen mit The Dust Brothers produziert und klanglich in eine andere Richtung gebracht: Industrial-Klänge dominierten die CD, das Album fuhr kaum positive Kritiken ein. Die in Deutschland veröffentlichte Ausgabe von Carved in Stone enthielt zwei Coverversionen, nämlich Lust for Life von Iggy Pop und 25 or 6 to 4 der Gruppe Chicago.

## Rezeption
Carved in Stone debütierte auf Platz 139 der Billboard 200 und verschwand in der Folgewoche sofort wieder aus den Charts. Neils Karriere als Solokünstler verlief danach langsam, aber sicher im Sande, und 1997 kehrte er zu Mötley Crüe zurück.
Stephen Thomas Erlewine von Allmusic schrieb: „Neil experimentiert mit Hip-Hop und Industrial und hat ein Album abgeliefert, das weder einem imaginären neuen Publikum, noch seinen alten Fans gefallen wird. Das Album hat seine Momente, und zwar immer dann, wenn Neil bei seinem bewährten Drei-Akkord-Sleaze-Metal bleibt. Im Großen und Ganzen ist das Album aber ein Reinfall.“
Matthias Breusch, der seine Rezension für das Magazin Rock Hard verfasste, urteilte: „Ex-Crüe-Fronthopser Vince Neil“ habe „sein zweites Soloscheibchen mit dem Preßlufthammer in Trümmer gelegt“. Das Album enthalte „knarzige Gitarrengeräusche am unteren Ende der tonalen Skala und rhythmische Variationen, die man von den bekannten Dudelsendern zwölfmal in der Stunde geboten“ bekomme. Breusch’ Meinung nach sei es „eine gigantische Fehlzündung“. Er kam zu dem Schluss: „Wer sich mutwillig auf unbekanntes Terrain begibt, muß damit rechnen, daß seine Extratour wie Blei in den Regalen liegenbleibt.“ Breusch vergab 4,5 von 10 erreichbaren Punkten.

## Titelliste
1. 3:52 – Breakin’ In The Gun (Frederickson, Fredricksen, King, Neil, Simpson)
2. 4:17 – The Crawl (Crane, Foxx, Frederickson, Fredricksen, King, Neil, Simpson, Woods)
3. 3:52 – One Way (Frederickson, Fredricksen, King, Neil, Simpson)
4. 4:52 – Black Promises (Crane, Foxx, Frederickson, Fredricksen, Neil, Woods)
5. 4:59 – Skylar’s Song (Crane, Neil, Woods)
6. 4:02 – Make U Feel (Frederickson, Fredricksen, King, Neil, Simpson, Woods)
7. 4:50 – Writing On The Wall (Crane, Foxx, Frederickson, Fredricksen, King, Neil, Simpson, Woods)
8. 4:55 – Find A Dream (Crane, Foxx, Frederickson, Fredricksen, King, Neil, Simpson, Woods)
9. 3:36 – One Less Mouth To Feed (Frederickson, Fredricksen, King, Neil, Reinhardt, Reonhardt, Simpson)
10. 3:57 – The Rift (Christiansen, Frederickson, Woods)